# Dal vivo (album)
Dal vivo è un album live del gruppo italiano Il Teatro degli Orrori.
Il disco viene venduto il 30 novembre 2012 in allegato alla rivista musicale XL.
Si tratta della raccolta di varie registrazioni prese da vari live durante il tour de Il Mondo Nuovo.
Oltre alle tracce presenti nella discografia de Il Teatro degli Orrori, in questo cd è presente un inedito, "Rivolta", traccia strumentale che segue all'outro di "Lezione di musica". Questo pezzo è dedicato all'omonimo locale, il Centro Sociale Rivolta di Marghera.

## Tracce
1. Skopje (registrata ad Arezzo @ Arezzo Wave, 12 luglio) - 4:50
2. Non vedo l'ora (registrata ad Arezzo @ Arezzo Wave, 12 luglio) - 3:11
3. E lei venne! (registrata a Siena @ La città aromatica, 28 agosto) - 5:08
4. Per nessuno (registrata a Milano @ Magnolia, 21 giugno) - 3:06
5. È colpa mia (registrata a Treviso @ Home Festival, 8 settembre) - 5:37
6. Pablo  (registrata ad Arezzo @ Arezzo Wave, 12 luglio) - 3:40
7. Monica (registrata ad Arezzo @ Arezzo Wave, 12 luglio) - 4:24
8. Cleveland-Baghdad (registrata a Milano @ Alcatraz, 29 marzo) - 5:31
9. Ion (registrata a Siena @ La città aromatica, 28 agosto) - 3:59
10. Lezione di musica (registrata a Reggio Emilia @ Festa del PD, 7 settembre) - 9:25
11. Rivolta (registrata a Reggio Emilia @ Festa del PD, 7 settembre) - 6:54
12. Majakovskij (registrata a Oristano @ Bauladu Music Festival, 14 luglio) - 8:26
13. La canzone di Tom (registrata a Oristano @ Bauladu Music Festival, 14 luglio) - 9:01

### Formazione
- Pierpaolo Capovilla - voce
- Gionata Mirai - chitarre, cori
- Giulio Favero - basso, cori
- Francesco Valente - batteria
- Marcello Batelli - chitarre, cori
- Kolë Laca - sintetizzatori, cori